# Diócesis de Amravati
La diócesis de Amravati (en latín: Dioecesis Amravatensis y en inglés: Roman Catholic Diocese of Amravati) es una circunscripción eclesiástica de la Iglesia católica en India. Se trata de una diócesis latina, sufragánea de la arquidiócesis de Nagpur. Desde el 3 de diciembre de 2018 es sede vacante y su administrador apostólico es el arzobispo es Elias Joseph Gonsalves.

## Territorio y organización
La diócesis tiene 46 090 km² y extiende su jurisdicción sobre los fieles católicos de rito latino residentes en el estado de Maharashtra en las división de Amravati, es decir los distritos de: Amravati, Akola, Buldana, Washim y Yavatmal.
La sede de la diócesis se encuentra en la ciudad de Amravati, en donde se halla la Catedral de San Francisco Javier.
En 2020 en la diócesis existían 20 parroquias.

## Historia
La diócesis fue erigida el 8 de mayo de 1955 con la bula Cum petierit del papa Pío XII, obteniendo el territorio de la arquidiócesis de Nagpur.
El 17 de diciembre de 1977 cedió una parte de su territorio para la erección de la diócesis de Aurangabad mediante la bula Qui arcano del papa Pablo VI.

## Estadísticas
Según el Anuario Pontificio 2021 la diócesis tenía a fines de 2020 un total de 5610 fieles bautizados.
| Año                                                                             | Población            | Población  | Población      | Sacerdotes | Sacerdotes    | Sacerdotes    | Bautizados por sacerdote | Diáconos permanentes | Religiosos | Religiosos | Parroquias |
| Año                                                                             | Bautizados católicos | Total      | % de católicos | Total      | Clero secular | Clero regular | Bautizados por sacerdote | Diáconos permanentes | Varones    | Mujeres    | Parroquias |
| ------------------------------------------------------------------------------- | -------------------- | ---------- | -------------- | ---------- | ------------- | ------------- | ------------------------ | -------------------- | ---------- | ---------- | ---------- |
| 1958                                                                            | 15 956               | 6 462 992  | 0.2            | 19         | 7             | 12            | 839                      |                      |            | 88         | 12         |
| 1970                                                                            | 18 800               | 8 400 000  | 0.2            | 29         | 18            | 11            | 648                      |                      | 13         | 127        |            |
| 1980                                                                            | 6159                 | 5 842 000  | 0.1            | 20         | 15            | 5             | 307                      |                      | 9          | 129        | 14         |
| 1990                                                                            | 6813                 | 7 967 000  | 0.1            | 22         | 18            | 4             | 309                      |                      | 10         | 164        | 17         |
| 1999                                                                            | 7670                 | 8 380 810  | 0.1            | 31         | 25            | 6             | 247                      |                      | 8          | 190        | 20         |
| 2000                                                                            | 7728                 | 8 386 310  | 0.1            | 32         | 26            | 6             | 241                      |                      | 7          | 185        | 19         |
| 2001                                                                            | 7835                 | 8 396 310  | 0.1            | 34         | 29            | 5             | 230                      |                      | 7          | 186        | 21         |
| 2002                                                                            | 7940                 | 9 941 903  | 0.1            | 34         | 29            | 5             | 233                      |                      | 7          | 194        | 22         |
| 2003                                                                            | 7155                 | 10 041 903 | 0.1            | 35         | 31            | 4             | 204                      |                      | 6          | 197        | 23         |
| 2004                                                                            | 7230                 | 10 141 903 | 0.1            | 32         | 29            | 3             | 225                      |                      | 5          | 201        | 23         |
| 2006                                                                            | 6224                 | 10 182 215 | 0.1            | 34         | 31            | 3             | 183                      |                      | 6          | 207        | 23         |
| 2012                                                                            | 5054                 | 10 930 000 | 0.0            | 40         | 31            | 9             | 126                      |                      | 15         | 367        | 19         |
| 2015                                                                            | 6355                 | 11 412 000 | 0.1            | 42         | 34            | 8             | 151                      |                      | 11         | 242        | 20         |
| 2018                                                                            | 5360                 | 11 266 653 | 0.0            | 41         | 35            | 6             | 130                      |                      | 9          | 248        | 20         |
| 2020                                                                            | 5610                 | 11 517 930 | 0.0            | 41         | 35            | 6             | 136                      |                      | 9          | 256        | 20         |
| Fuente: Catholic-Hierarchy, que a su vez toma los datos del Anuario Pontificio. |                      |            |                |            |               |               |                          |                      |            |            |            |

## Episcopologio
- Joseph Albert Rosario, M.S.F.S. † (8 de mayo de 1955-1 de abril de 1995 retirado)
- Edwin Colaço (1 de abril de 1995-20 de octubre de 2006 nombrado obispo de Aurangabad)
- Lourdes Daniel (8 de junio de 2007-11 de noviembre de 2010 nombrado obispo de Nashik)
- Elias Joseph Gonsalves (11 de julio de 2012-3 de diciembre de 2018 nombrado arzobispo de Nagpur)
  - Sede vacante (desde 2018)
  - Elias Joseph Gonsalves, desde el 27 de enero de 2019 (administrador apostólico)